# Qandala
Koordinaten: 11° 28′ 0″ N, 49° 52′ 0″ O

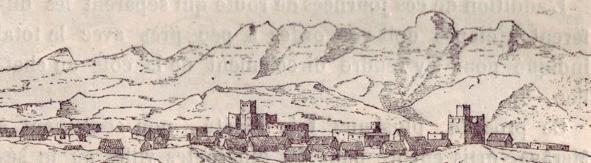
Stich aus dem 19. Jahrhundert mit der Festung von Qandala

Qandala (auch Kandala oder Candala) ist eine Stadt im Nordosten Somalias mit etwa 16.000 Einwohnern.
Sie liegt an der Nordküste der Region Bari, die Teil des faktisch autonomen Puntland ist.
Qandala verfügt über einen Flughafen.